# Marquesado del Norte

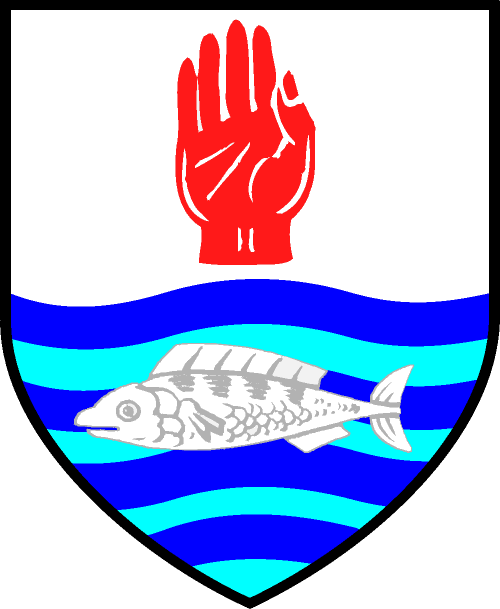
Armas de la familia O'Neill

El marquesado del Norte es un título nobiliario español creado el 18 de abril de 1805 por el rey Carlos IV a favor del irlandés Arturo O'Neill de Tyrone, teniente general de los Reales Ejércitos.

## Marqueses del Norte
|                                 | Titular                      | Periodo                |
| Creación por Carlos IV          | Creación por Carlos IV       | Creación por Carlos IV |
| ------------------------------- | ---------------------------- | ---------------------- |
| I                               | Arturo O'Neill de Tyrone     | 1805-1814              |
| II                              | Arturo O'Neill y O'Keeff     | 1814-1832              |
| Rehabilitación por Alfonso XIII |                              |                        |
| III                             | Ana María Figueroa y O'Neill | 1916-1968              |
| IV                              | Carlos O'Neill y Castrillo   | 1968-1998              |
| V                               | Carlos O'Neill y de Orueta   | 1998-actual titular    |

## Sucesión del marquesado del Norte
- Arturo O'Neill de Tyrone (n. en 1736; f. en 1814), I marqués del Norte. Le sucedió, de su hermano Tulio O'Neill O'Kelly que casó con Catalina O'Keeff, el hijo de ambos, por tanto, su sobrino:[2]

- Arturo O'Neill y O'Keeff (fallecido en 1832), II marqués del Norte; se casó con Juana Chabert Heyliger, cuya descendencia, no solicitó la sucesión. Le sucedió, por tanto, una bisnieta del hermano del segundo marqués, llamado Tulio O'Neill y O'Keeff que casó con Manuela Luisa de Castilla y Quevedo, que fueron padres de Juan Antonio O'Neill y Castilla, marqués de la Granja que casó con María Luisa Salamanca y Negrete (hija del II conde de Campo de Alange), que a su vez fueron padres de Manuela María del Carmen O'Neill y Salamanca que casó con Gonzalo de Figueroa y Torres Sotomayor, I duque de las Torres, cuya hija fue quién rehabilitó el título.

Rehabiliación en 1916:
- Ana María Figueroa y O'Neill (1893-1968), III marquesa del Norte; se casó con Felipe Navarro y Morenés, VII barón de Casa Davalillo. Le sucedió un sobrino nieto de María Manuela O'Neill y Salamanca:

- Carlos O'Neill y Castrillo, IV marqués del Norte, XII conde de Benagiar, hijo de Tulo O'Neill y Larios XI conde de Benagiar; se casó con María del Coro de Orueta y Gaytán de Ayala. Le sucedió, en 1998, su hijo:

- Carlos O'Neill y de Orueta (n. en 1970), V marqués del Norte.